# Powiat brzeżański (Galicja)
Powiat brzeżański – dawny powiat kraju koronnego Królestwo Galicji i Lodomerii, istniejący w latach 1867–1918.
Siedzibą c.k. starostwa były Brzeżany. Powierzchnia powiatu w 1879 roku wynosiła 11,164 mil kw. (642,38 km²), a ludność 69 284 osoby. Powiat liczył 76 osad, zorganizowanych w 67 gmin katastralnych.
Na terenie powiatu działały 2 sądy powiatowe – w Brzeżanach i Kozowej.

## Starostowie powiatu
- Filip Zaleski (1870–1871)
- Włodzimierz Lewartowski, baron (1875[1])
- Mateusz Mauthner (1877–)[2]
- Karol Kolarzowski (1890)
- Maurycy Dzieduszycki (m.in. w 1905), honorowy obywatel Tłumacza, radca Namiestnictwa
- Walenty Bielawski (od 1908)
- Kazimierz Miliński (sierpień – listopad 1918)

## Komisarze rządowi
- Alfred Kövess (1870–1871)
- Norbert Lorsch, Bolesław Jordan-Rozwadowski (1879)
- August Koch-Jorkasch, Mikołaj Poradowski (1882)
- Juliusz Majewski (1890)